# Ginekologija
Ginekologija je veja medicine, ki se ukvarja s preučevanjem, preprečevanjem in zdravljenjem bolezni ženskega reproduktivnega sistema (vagine, maternice, jajčnikov,...).
Zdravnik-specialist, ki deluje na tem področju, se imenuje ginekolog.